# Premiul Don Balón
Premiul Don Balón (Premio Don Balón) a fost un premiu acordat anual între 1976 și 2010, de către revista spaniolă Don Balón celui mai bun fotbalist spaniol, celui mai bun stranier, celui mai bun antrenor, celui mai bun arbitru, și ”descoprirea anului” în La Liga. Odată cu încetarea existenței revistei în 2011, premiile nu se mai acordă.

## Laureați
| Sezon   | Cel mai bun fotbalist spaniol  | Cel mai bun stranier      | Descoprirea anului            | Cel mai bun antrenor     | Cel mai bun arbitru        |
| ------- | ------------------------------ | ------------------------- | ----------------------------- | ------------------------ | -------------------------- |
| 1975–76 | Miguel Ángel González (RM)     | Johan Neeskens (FCB)      | -                             | Miljan Miljanić (RM)     | -                          |
| 1976–77 | Juanito (BUR)                  | Johan Cruyff (FCB)        | -                             | Luis Aragonés (ATM)      | -                          |
| 1977–78 | Migueli (FCB)                  | Johan Cruyff (FCB)        | -                             | Luis Molowny (RM)        | -                          |
| 1978–79 | Quini (GIJ)                    | Uli Stielike (RM)         | -                             | Luis Molowny (RM)        | -                          |
| 1979–80 | Rafael Gordillo (BET)          | Uli Stielike (RM)         | -                             | Luis Molowny (RM)        | -                          |
| 1980–81 | Urruti (ESP)                   | Uli Stielike (RM)         | -                             | Alberto Ormaetxea (RSOC) | -                          |
| 1981–82 | Miguel Tendillo (VAL)          | Uli Stielike (RM)         | -                             | Alberto Ormaetxea (RSOC) | -                          |
| 1982–83 | Juan Señor (ZAR)               | Juan Barbas (ZAR)         | -                             | Javier Clemente (ATH)    | -                          |
| 1983–84 | Manuel Cervantes (MUR)         | Juan Barbas (ZAR)         | -                             | Javier Clemente (ATH)    | -                          |
| 1984–85 | Migueli (FCB)                  | Bernd Schuster (FCB)      | -                             | Terry Venables (FCB)     | -                          |
| 1985–86 | Míchel (RM)                    | Jorge Valdano (RM)        | Juan Carlos (VAD)             | Luis Molowny (RM)        | Emilio Carlos Guruceta     |
| 1986–87 | Andoni Zubizarreta (FCB)       | Hugo Sánchez (RM)         | Ernesto Valverde (ESP)        | Javier Clemente (ESP)    | Emilio Carlos Guruceta     |
| 1987–88 | Juan Antonio Larrañaga (RSOC)  | Alemão (ATM)              | Sebastián Losada (ESP)        | Leo Beenhakker (RM)      | Emilio Soriano Aladrén     |
| 1988–89 | Fernando Gómez (VAL)           | Oscar Ruggeri (LOG)       | Luis Milla (FCB)              | John Toshack (RSOC)      | Victoriano Sánchez Arminio |
| 1989–90 | Rafael Martín Vázquez (RM)     | Hugo Sánchez (RM)         | Pedro (LOG)                   | John Toshack (RM)        | Emilio Soriano Aladrén     |
| 1990–91 | Jon Andoni Goikoetxea (FCB)    | Bernd Schuster (ATM)      | Luis Enrique (GIJ)            | Johan Cruyff (FCB)       | Ildefonso Urízar Azpitarte |
| 1991–92 | Agustín Elduayen (BUR)         | Michael Laudrup (FCB)     | Delfí Geli (ALB)              | Johan Cruyff (FCB)       | Raúl García de Loza        |
| 1992–93 | Fran González (DEP)            | Miroslav Đukić (DEP)      | Julen Guerrero (ATH)          | Arsenio Iglesias (DEP)   | Juan Andújar Oliver        |
| 1993–94 | Julen Guerrero (ATH)           | Romário (FCB)             | Sergi Barjuán (FCB)           | Víctor Fernández (ZAR)   | López Nieto                |
| 1994–95 | José Emilio Amavisca (RM)      | Iván Zamorano (RM)        | Raúl González (RM)            | Arsenio Iglesias (DEP)   | Arturo Daudén Ibáñez       |
| 1995–96 | José Luis Pérez Caminero (ATM) | Predrag Mijatović (VAL)   | Iván de la Peña (FCB)         | Radomir Antić (ATM)      | López Nieto                |
| 1996–97 | Raúl González (RM)             | Ronaldo (FCB)             | Víctor Manuel Fernández (VAD) | Vicente Cantatore (VAD)  | Manuel Mejuto González     |
| 1997–98 | Alfonso Pérez (BET)            | Rivaldo (FCB)             | Albert Celades (FCB)          | Javier Irureta (CEL)     | José María García Aranda   |
| 1998–99 | Raúl González (RM)             | Luís Figo (FCB)           | Xavi Hernández (FCB)          | Héctor Cúper (MALL)      | Manuel Mejuto González     |
| 1999–00 | Raúl González (RM)             | Luís Figo (FCB)           | Iker Casillas (RM)            | Javier Irureta (DEP)     | López Nieto                |
| 2000–01 | Raúl González (RM)             | Luís Figo (RM)            | Carles Puyol (FCB)            | Mané (ALA)               | José María García Aranda   |
| 2001–02 | Raúl González (RM)             | Zinedine Zidane (RM)      | Joaquín Sánchez (BET)         | Rafael Benítez (VAL)     | López Nieto                |
| 2002–03 | Xabi Alonso (RSOC)             | Nihat Kahveci (RSOC)      | Thiago Motta (FCB)            | Raynald Denoueix (RSOC)  | Manuel Mejuto González     |
| 2003–04 | Vicente Rodríguez (VAL)        | Ronaldinho (FCB)          | Júlio Baptista (SEV)          | Javier Irureta (DEP)     | César Muñiz Fernández      |
| 2004–05 | Xavi Hernández (FCB)           | Juan Román Riquelme (VIL) | Sergio Ramos (SEV)            | Frank Rijkaard (FCB)     | Alberto Undiano Mallenco   |
| 2005–06 | David Villa (VAL)              | Ronaldinho (FCB)          | Raúl Albiol (VAL)             | Frank Rijkaard (FCB)     | Manuel Mejuto González     |
| 2006–07 | Santi Cazorla (REC)            | Lionel Messi (FCB)        | Alexis Ruano (GET)            | Juande Ramos (SEV)       | Alberto Undiano Mallenco   |
| 2007–08 | Marcos Senna (VIL)             | Sergio Agüero (ATM)       | Bojan Krkić (FCB)             | Gregorio Manzano (MALL)  | Manuel Mejuto González     |
| 2008–09 | Andrés Iniesta (FCB)           | Lionel Messi (FCB)        | Gerard Piqué (FCB)            | Pep Guardiola (FCB)      | Miguel Ángel Pérez Lasa    |
| 2009–10 | Borja Valero (MALL)            | Lionel Messi (FCB)        | Javi Martínez (ATH)           | Pep Guardiola (FCB)      | Javier Turienzo Álvarez    |

## Stranieri după premii
| Jucător        | Țara | Total | Sezon                              |
| -------------- | ---- | ----- | ---------------------------------- |
| Uli Stielike   | GER  | 4     | 1978-79, 1979–80, 1980–81, 1981–82 |
| Lionel Messi   | ARG  | 3     | 2006-07, 2008–09, 2009–10          |
| Luís Figo      | POR  | 3     | 1998-99, 1999-00, 2000–01          |
| Ronaldinho     | BRA  | 2     | 2003-04, 2005–06                   |
| Bernd Schuster | GER  | 2     | 1984-85, 1990–91                   |
| Hugo Sánchez   | MEX  | 2     | 1986-87, 1989–90                   |
| Juan Barbas    | ARG  | 2     | 1982-83, 1983–84                   |
| Johan Cruijff  | NED  | 2     | 1976-77, 1977–78                   |

## Spanioli după premii
| Jucător | Total | Sezon                                       |
| ------- | ----- | ------------------------------------------- |
| Raúl    | 5     | 1996-97, 1998–99, 1999-00, 2000–01, 2001–02 |
| Migueli | 2     | 1977-78, 1984–85                            |

## Antrenori
| Antrenor          | Țara | Total | Sezon                              |
| ----------------- | ---- | ----- | ---------------------------------- |
| Luis Molowny      | ESP  | 4     | 1977-78, 1978–79, 1979–80, 1985–86 |
| Javier Irureta    | ESP  | 3     | 1997-98, 1999-00, 2003–04          |
| Javier Clemente   | ESP  | 3     | 1982-83, 1983–84, 1986–87          |
| Josep Guardiola   | ESP  | 2     | 2008-09, 2009–10                   |
| Frank Rijkaard    | NED  | 2     | 2004-05, 2005–06                   |
| Arsenio Iglesias  | ESP  | 2     | 1992-93, 1994–95                   |
| Johan Cruijff     | NED  | 2     | 1990-91, 1991–92                   |
| John Toshack      | WAL  | 2     | 1988-89, 1989–90                   |
| Alberto Ormaetxea | ESP  | 2     | 1980-81, 1981–82                   |